# CMA-CGM
CMA CGM S.A. és una empresa naviliera francesa. És un un grup marítim líder mundial, utilitzant 200 rutes d'enviament entre 420 ports a 150 països diferents, posant-se en tercer lloc darrera de MSC
i Maersk. La seva seu social es troba a Marsella, i la seva seu nord-americana es troba a Norfolk, Virgínia. Des de l'ultima adquisicio de CEVA Logistics, el grup ha augmentat fins a 110.000 treballadors distribuits per tot el mon.
El nom és un acrònim de dues empreses predecessores, Compagnie Maritime d'Affrètement (CMA) i Compagnie Générale Maritime (CGM).
La CMA CGM va néixer sent una naviera pero avui en dia es podria anomenar que es un grup logistic format per les següents empreses: CMA CGM, CMA Ships, CMA Terminals, CMA Air Division, CEVA logistics, Container Ships, APL, Mac Andrews, ANL, CNC, Mercosul Line i COMANAV. Per tant, a port d'empreses dedicades exclusivament en el transport de contenidors, tambe ha adquirit operadors logistics, operadors de terminals i aerolinies.
Des del 2020 consta amb la serie de vaixels portacontenidors més grans del mon propulsats amb Gas Natural Liquat. Aquesta nova eina de propulsio, permet que aquests vaixells naveguin les aguia reduint les seves emissions per tal de poder-se adaptar a les noves directrius de la IMO. Aquests 9 vaixells, tenen una capacitat nominal de 23.000 TEU i tenen l'actual record de TEUs en un vaixell marcat en 22.333 TEU carregats en el CMA CGM TROCADERO el Novembre de 2021.
L'empresa tambe ha confirmat que no emprara la Ruta del Nord per tal de seguir lluintant en favor de l'aturada del canvi climàtic.

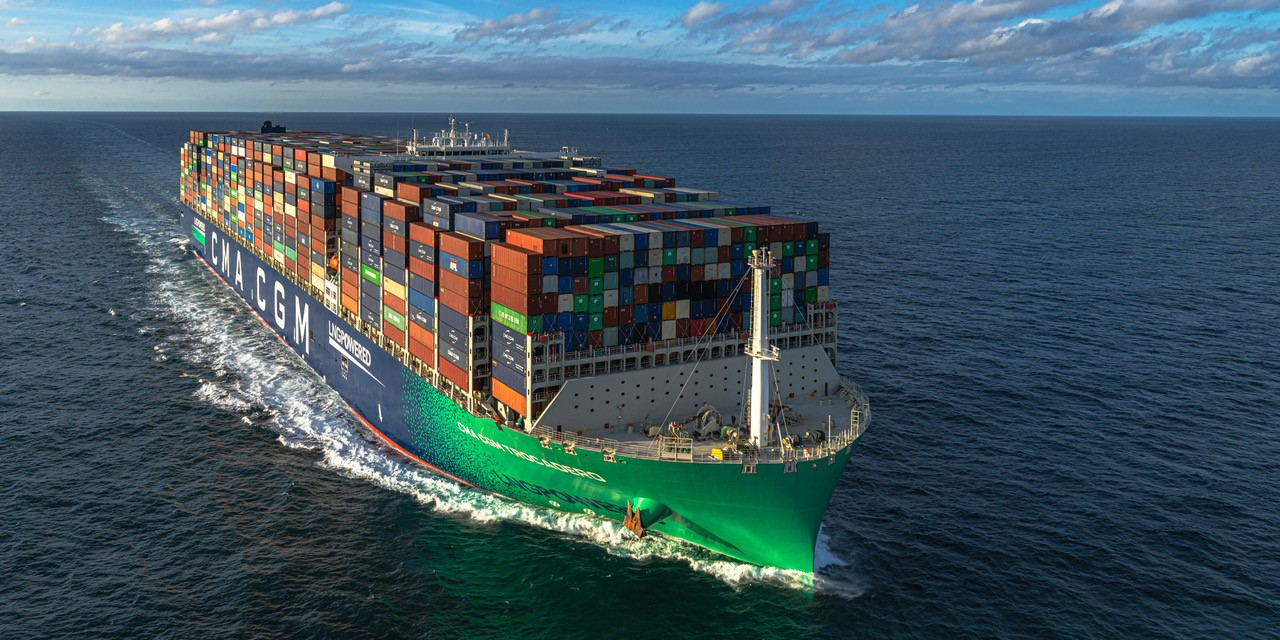
El CMA CGM TROCADERO, propulsat amb GNL i amb el record de TEU a bord d'un portacontenidors, navegant cap a Le Havre.